# Фано (город)
Фано (итал. Fano) — третий по величине город итальянского региона Марке после Анконы и Пезаро. Этот приморский город-курорт расположен в провинции Пезаро-э-Урбино, там, где древняя Фламиниева дорога выходит к Адриатическому морю. В Фано проживают 64 тысячи жителей (2008).
В Древнем Риме город был известен как «храм Фортуны» (Fanum Fortunae). Октавиан Август поселил здесь своих солдат-ветеранов, окружил город стенами (отчасти сохранились), а на въезде в колонию соорудил тройную арку (которая также уцелела). В битве при Фано (271) римляне сошлись с алеманнами.
После разорения остроготами в 538 году Фано был отстроен византийцами как центр Морского Пятиградья в составе Равеннского экзархата. В XIV веке город перешёл под власть дома Малатеста, один из представителей которого, Сиджизмондо Пандольфо, возвёл в Фано мощную крепость. В 1464 года после осады ею овладел Федериго да Монтефельтро, действовавший от имени папы.
С тех пор и до завершения Рисорджименто (1860) Фано входил в состав Папской области. В XVII веке Пий V распорядился вычистить его гавань. Во время Первой мировой войны город подвергся массированным бомбардировкам австрийских ВВС. Вторая мировая война принесла ещё большие разрушения (погибли все старинные башни, в том числе колокольни).
Покровителем города почитается святой Патерниан, празднование 10 июля.

## Достопримеяательности
- Кафедральный Собор Вознесения Девы Марии XII века.

## Города-побратимы
- Раштатт, Германия
- Сент-Уан-л'Омон, Франция
- Сент-Олбанс, Великобритания

## Известные жители
- Капилупи, Ипполито (1512—1580) — епископ.
- Менахем Азарья (1548—1620) — раввин, пойсек, кабалист.